# سفارة البرازيل في السعودية
سفارة البرازيل في السعودية هي أرفع تمثيل دبلوماسي لدولة البرازيل لدى السعودية. تقع السفارة في الرياض وهي تهدف لتعزيز المصالح البرازيلية في السعودية.

## وصلات خارجية
- قائمة سفارات البرازيل
- قائمة السفارات في السعودية